# Juan Bautista Bustos
Juan Bautista Bustos (Estancia Santa María en Punilla, 29 de agosto de 1779-Santa Fe, 18 de septiembre de 1830) fue un político y militar argentino que tuvo participación en las invasiones inglesas y en las guerras civiles argentinas, y fue el primer gobernador constitucional de Córdoba.

## Formación y desempeño militar

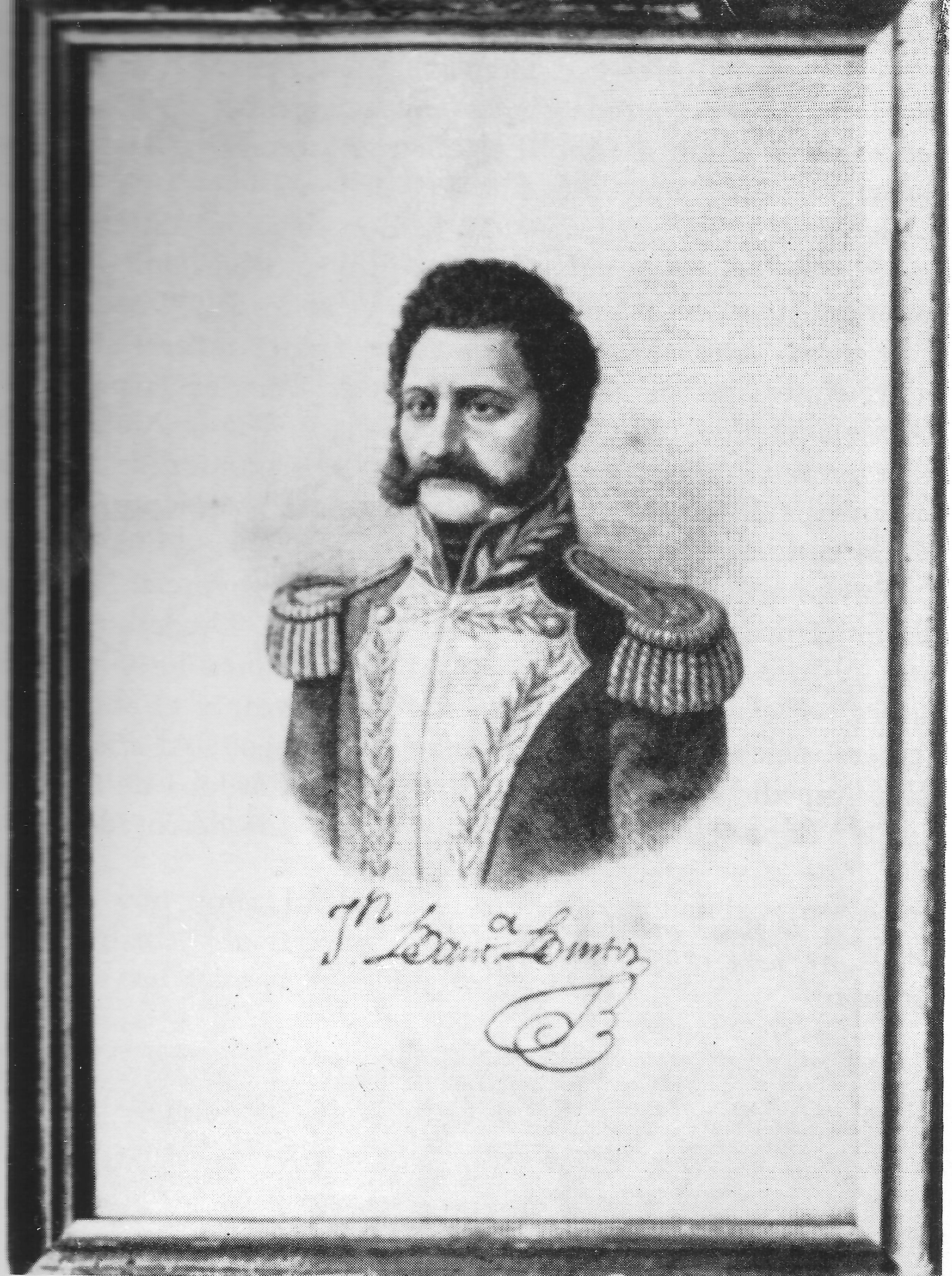
Litografía realizada por Bacle.

Hijo de los cordobeses Pedro León Bustos (1739-1786) y María Tomasina de la Puebla, se casó con María Juliana Maure, con quien tuvo tres hijos: María Secundina del Rosario, Ramón y María Ángela.
Comenzó a destacarse a nivel nacional en 1806, como capitán del cuerpo de milicias que marchó desde Córdoba para liberar a Buenos Aires en las Invasiones Inglesas. Producida la Reconquista de la ciudad, se incorporó al Batallón de Arribeños.
En 1807, ante la segunda tentativa británica de invadir Buenos Aires, tuvo una actuación destacada cuando al frente de una tropa de 30 hombres logró rendir a un fuerte contingente del famoso Regimiento 88.º de infantería británico. Su valor le valió la promoción a teniente coronel de Arribeños.
Participó activamente en la Revolución de Mayo de 1810, siendo uno de sus principales exponentes en el "interior". En abril de 1811, tras la revolución «de los orilleros», en la que pudo haber participado, fue designado miembro del Tribunal de Seguridad Pública. Pero, al caer el sector que respondía a Cornelio Saavedra, fue apartado del mando militar. Continuó su oficio de comerciante hasta fines de 1812, cuando —tras la caída del Primer Triunvirato— fue reincorporado al servicio activo y puesto al mando del Batallón de Infantería Nro. 2, alcanzando el grado de coronel.

## El Ejército del Norte
En 1815 el director Supremo Ignacio Álvarez Thomas lo destinó al Ejército del Norte. No llegó a participar en la Batalla de Sipe Sipe, porque el gobernador salteño Martín Miguel de Güemes no lo dejó pasar a unirse al ejército, debido a que suponía que llevaba orden de deponer al caudillo norteño.
Incorporado al Ejército del Norte se convirtió en uno de los oficiales de confianza del general Manuel Belgrano, y alcanzó el grado de Coronel Mayor del Ejército Auxiliar del Perú, aunque no llegó a participar en ninguna de las campañas al Alto Perú.
Pese a su origen provinciano, al estallar los conflictos internos entre el Directorio y las provincias que aspiraban a mayores grados de autonomía, Bustos permaneció leal al primero. En 1816 combatió contra el caudillo santiagueño Juan Francisco Borges,(Ferrero, 1996, pp. 66) y en 1818 se enfrentó con el Brigadier Estanislao López, Gobernador de Santa Fe, miembro de la Liga Federal y aliado de Artigas, que lo derrotó en Fraile Muerto (hoy Bell Ville, Córdoba).
En 1819 el gobierno de Buenos Aires intentó quebrar una vez más la Liga Federal y lanzó una campaña contra López. El 18 y 19 de febrero Bustos combatió contra López en la batalla de La Herradura (sobre el Río Tercero), sin que la batalla arrojase un ganador decisivo. El 10 de marzo se produjo un nuevo combate en Las Barrancas, Córdoba, en el que las fuerzas de López se impusieron sobre las de Buenos Aires mandadas por Juan José Viamonte. El 12 de abril se firmó un armisticio en San Lorenzo, cuyos efectos durarían pocos meses, pues en noviembre se reanudaron las hostilidades.

## El motín de Arequito
La última orden militar de Belgrano fue marchar sobre el santafesino López, enviando al Ejército del Norte al mando del entonces coronel mayor Francisco Fernández de la Cruz, llevando como segundo jefe a Bustos. El 9 de enero de 1820, una parte sustancial del Ejército se sublevó en la Posta de Arequito, provincia de Santa Fe. Este episodio es conocido como "Motín de Arequito", y el objetivo central de sus promotores fue apartar al ejército de la guerra civil.
Para ello declararon depuesto a Fernández de la Cruz y se declararon neutrales en el enfrentamiento con el partido federal. Bustos fue uno de los líderes, junto a su comprovinciano el coronel José María Paz, el coronel tucumano Alejandro Heredia y el teniente coronel Felipe Ibarra. En una carta posterior, sostendría Bustos que 

las armas de la Patria, distraídas del todo de su objeto principal, ya no se empleaban sino en derramar sangre de sus conciudadanos, de los mismos cuyo sudor y trabajo les aseguraba la subsistencia.

Apenas un mes después, tras la batalla de Cepeda, cayó el último Director Supremo de las Provincias Unidas del Río de la Plata, José Rondeau.

## Gobernador de Córdoba
Bustos volvió a Córdoba, con 2500 hombres, donde fue proclamado Gobernador por la Asamblea Constituyente de la Provincia, jurando el cargo el día 24 de marzo. La Asamblea que lo eligió estaba integrada por el gobernador provisorio José Javier Díaz —elegido gobernador provisional por el Cabildo Abierto de la ciudad el 19 de enero, ante la renuncia de Manuel Antonio de Castro— y 18 representantes: cuatro por la Capital, uno por cada una de las tres Villas: la del Rosario, la de Concepción de Río Cuarto y de La Carlota; y un representante por los curatos de Río Tercero Arriba, Río Tercero Abajo, Tulumba, Río Seco, Pocho, Punilla, Santa Rosa, Calamuchita, Ischilín, San Javier y Anejos.[cita requerida]
Habiendo adherido ya los caudillos federales, procuró estrechar relaciones con el resto del país. Mantuvo fuertes vínculos con San Martín y con Güemes, pero no envió el Ejército del Norte en su ayuda: la mayor parte del mismo quedó estacionado en Córdoba. Bustos se reconcilió con López, y participó en una corta guerra civil contra el caudillo entrerriano Francisco Ramírez y contra el chileno José Miguel Carrera, a quien derrotó en Cruz Alta.
Tuvo importante actuación en el Tratado de Benegas, del 24 de noviembre de 1820, al enviar diputados cordobeses que representaban a Córdoba y a las provincias de Cuyo y el Noroeste. Por dicho tratado se logró una tregua entre las provincias y se convino realizar un Congreso Nacional para enero de 1821, aunque esto último no pudo concretarse por la oposición de Buenos Aires, especialmente del ministro Bernardino Rivadavia; obstruccionismo que se consolidó con el Tratado del Cuadrilátero, de 1822, contra las intenciones de Bustos.
Tampoco pudo enviar mucha ayuda a la provincia de Salta, la única que seguía combatiendo contra los realistas. La escasa división que partió hacia allí, al mando de Alejandro Heredia, fue utilizada en la única guerra civil en que participó Güemes. Por su lado, José María Paz se dedicó a combatir a Bustos, para después reunir un contingente para llevar al frente norte, que sólo haría una inútil campaña en 1825.
Su base política en Córdoba eran la población rural, algunos sectores ganaderos, el bajo clero y grupos que habían formado parte del artiguismo. Realizó un gobierno progresista, con estabilidad y tolerancia para los opositores. El gobernador fue uno de los más destacados miembros del Partido Federal, a pesar de que los antiguos federales partidarios de Artigas —con la notable excepción de José Javier Díaz— fueron sus opositores. El 30 de enero de 1821 se promulgó el Reglamento Provincial, una carta constitucional que consagraba el respeto por los derechos y las libertades individuales. Reglamentó el comercio y la minería. El 26 de septiembre de 1822 creó la Junta Protectora de Escuelas, con el objeto de promover la educación elemental en las áreas rurales. Reacondicionó y equipó a la Universidad, aunque a cambio la sometió a la directa autoridad del gobierno provincial, eliminando la escasa autonomía que había podido sobrevivir a la década revolucionaria de 1810.

## La reelección
Al finalizar su mandato, el 25 de febrero de 1825, sus partidarios lo propusieron para la reelección. Pero el Congreso provincial de Representantes, mediante una maniobra, impuso en el cargo a un político moderado de tendencia unitaria, José Julián Martínez. Esto despertó la ira de los partidarios de Bustos que, con el apoyo de los comandantes de campaña —jefes de las milicias rurales— disolvieron el Congreso y eligieron nuevos representantes que, el 30 de marzo de 1825, lo consagraron nuevamente gobernador.
La postura federal sostenida por Bustos habría de chocar con las pretensiones centralistas del unitario Rivadavia, que desde Buenos Aires procuraba consolidar el poder central. Bustos ordenó destituir a los representantes cordobeses que habían apoyado la política unitaria en el Congreso General de 1824, y —como todos los gobiernos provinciales excepto dos— se negó a aceptar la Constitución de 1826.
Para evitar el avance centralista de Buenos Aires, Bustos se acercó a Facundo Quiroga. En una carta dirigida a este, lo instará a oponerse a los propósitos de Rivadavia:

"Es necesario hacer ver a estos serviles que no somos caciques, sino unos amantes de la libertad de nuestra patria y nuestros pueblos."

El descrédito en que se había sumido el gobierno de Rivadavia llevará a Bustos a lanzar, en mayo de 1827, una propuesta para organizar la república sobre bases federales. Bustos fue uno de los primeros gobernadores en darle a Manuel Dorrego, caudillo federal que gobernaba Buenos Aires tras la renuncia de Rivadavia en 1827, la responsabilidad de encargado de relaciones exteriores, en una especie de endeble poder ejecutivo nacional.

## La derrota
Su prestigio y su buena administración lo habían convertido en el líder natural o caudillo  de las provincias; por lo tanto, sería uno de los primeros objetivos de la reacción unitaria posterior al derrocamiento y asesinato del gobernador federal porteño Manuel Dorrego. Así, el general José María Paz, ex camarada suyo y también cordobés pero ferviente adherente al unitarismo —y el más hábil de los jefes militares unitarios— marchó sobre Córdoba con la excusa de devolver a los soldados de la Guerra del Brasil a sus provincias. No obstante, era claro que tenía "viejas deudas" que cobrarse. No sólo de su expulsión de la provincia, ocho años antes, sino de la escasa participación del gobernador Bustos en la malograda campaña al Alto Perú y en la Guerra del Brasil.
No pudiendo impedir que Paz avanzara sobre la ciudad de Córdoba, Bustos se retiró hacia la estancia San Roque —hoy cubierta por las aguas del Lago San Roque. Negoció con Paz una tregua, delegó el mando provincial en este y pretendió firmar un acuerdo para convocar a elecciones, en que los dos generales quedarían impedidos de participar. Mientras tanto, Bustos intentaba ganar tiempo para permitir la llegada de Facundo Quiroga, que marchaba desde La Rioja en su ayuda.
Paz lo atacó imprevistamente el 22 de abril de 1829 en la llamada batalla de San Roque, infligiéndole una completa derrota.
Bustos escapó hacia La Rioja para solicitar la ayuda de Quiroga; este organizó una fuerza para enfrentar a Paz con tropas de su provincia y milicias cordobesas comandadas por el propio Bustos. Unitarios y federales se enfrentaron con Quiroga y Bustos en la La Tablada (entonces un paraje aledaño a la ciudad de Córdoba, y hoy el barrio de Cerro de las Rosas de esa ciudad) el 22 y 23 de junio de 1829. El ejército comandado por Paz, numéricamente inferior pero mucho más disciplinado, mejor pertrechado y con abrumadora superioridad de artillería y —sobre todo— dirigido por un extraordinario táctico-estratega, derrotó a las fuerzas de Quiroga. Bustos huyó hacia la provincia de La Rioja, y regresaría a Córdoba seis meses más tarde, acompañando a Quiroga en su segundo intento sobre Córdoba. Paz logró nuevamente vencer, esta vez en la batalla de Oncativo, del 25 de febrero de 1830. Bustos huyó nuevamente, pero esta vez en dirección a Santa Fe, en busca de la protección de su antiguo enemigo Estanislao López. Perseguido de cerca por hombres de Paz, se encontró en una barranca sobre el Río Primero y, para evitar ser capturado, se arrojó a las aguas con su caballo. Logró huir de sus captores, pero el salto le causó traumatismos de tórax y algunas otras heridas. Consiguió refugio entre los gauchos de la zona, y después de un par de días logró llegar a la ciudad de Santa Fe. Allí fue acogido por Estanislao López, que lo recibió cordialmente y le procuró todo tipo de cuidados.
Pero su salud estaba afectada gravemente, y murió el 18 de septiembre de 1830.

## Reconocimiento de sus restos
El 27 de mayo de 2011 fueron exhumados restos óseos en la iglesia de Santo Domingo en la ciudad de Santa Fe que se entregaron a una comisión interprovincial Córdoba-Santa Fe para realizar una identificación que permitiera determinar si pertenecen a Bustos. Aunque los representantes santafesinos concluyeron que no había pruebas suficientes para asegurar de que se trataba de los restos de Bustos, el 7 de noviembre de 2011 fueron trasladados a la ciudad de Córdoba y depositados con honores en la iglesia Catedral.

## Homenajes
Más allá de los homenajes populares y folclóricos, Juan Bautista Bustos tardó en ser reconocido como uno de los prohombres de la Argentina, incluso en su propia provincia dado el triunfo de linajes descendientes de sus adversarios unitarios. Así, recién el jueves 20 de enero de 2010 se inauguró un importante monumento ecuestre que representa a Bustos en uno de los accesos del Parque Sarmiento de la ciudad argentina de Córdoba; inicialmente se planeaba emplazar el monumento en la Isla de los Patos, que se encuentra en medio del cauce del Río Primero.
Posteriormente, el 20 de mayo de 2023, el gobernador Juan Schiaretti habilitó el nuevo espacio verde de 10 hectáreas en el noroeste de la capital que lleva el nobre de Parque Bustos, en honor al primer gobernador provincial.
Por otra parte historiadores como Pacho O'Donnell se han quejado de que en la Ciudad Autónoma de Buenos Aires no exista siquiera una calle con el nombre de Juan Bautista Bustos, pese a que fue uno de los principales comandantes en la liberación de esa ciudad de las Invasiones Inglesas.